# 二本栁亘
二本栁 亘（にほんやなぎ わたる、2000年5月31日 - ）は、東京都足立区出身で、阿武松部屋所属の現役大相撲力士。本名同じ。身長176.1cm、体重167.8kg。最高位は西幕下12枚目（2024年7月場所、2025年1月場所）。

## 来歴

### 入門前
足立区立綾瀬小学校1年次から地元の葛飾白鳥相撲教室で相撲を始めて、4年次に全日本小学生相撲優勝大会3位、5年次にわんぱく相撲全国大会ベスト16を経験した。葛飾区立大道中学校では3年次に全国中学校相撲選手権大会でベ32強入りした。中学校卒業後は、埼玉栄高校に進学。3年次の7月に右膝前十字靭帯断裂の大怪我を負ったが、高校総体と国体少年の部には強行出場し、団体優勝を果たした。痛めた右膝は2018年12月に靭帯再建手術を受けた。

### 入門後
高校卒業後は、葛飾白鳥相撲教室及び大道中学校出身の21代音羽山（元幕内・大道）が所属する阿武松部屋へ入門することになった。当初は2018年11月場所で初土俵を踏む予定だったが、右膝の怪我の影響で1年遅れて2019年11月場所が初土俵になった。初土俵同期生は出羽ノ龍と夢道鵬の2人。同年3月から部屋で生活しており、稽古場に降りようとして当時の師匠だった12代阿武松（元関脇・益荒雄）に制止されたこともある。その12代阿武松は初土俵を踏む前の9月に日本相撲協会を退職して21代音羽山が阿武松部屋を継承しており、21代音羽山改め13代阿武松の師匠就任後に初土俵を踏んだ最初の力士となった。
初めて番付に名前の載った2020年1月場所は、7番相撲で高校の後輩の夢道鵬を破って序ノ口優勝。序二段も6勝1敗と大きく勝ち越したが、初めて三段目に上がった同年7月場所は右足首の捻挫で途中休場した。怪我から復帰した9月場所は6連勝としたが、最後の相撲で高校の先輩の北天海に敗れて三段目優勝はならなかった。翌11月場所も勝ち越して、新幕下に昇進した2021年1月場所は6勝1敗で優勝決定戦に進出した。翌3月場所は後半3連敗で、皆勤出場した場所では初めての負け越しに終わった。2024年7月場所で初めて幕下15枚目以内に入った。

## 主な成績
2025年7月場所終了現在

### 通算成績
- 通算成績：124勝93敗14休（34場所）

### 各段優勝
- 序ノ口優勝：1回（2020年1月場所）

### 場所別成績
| | 一月場所 初場所（東京） | 三月場所 春場所（大阪） | 五月場所 夏場所（東京） | 七月場所 名古屋場所（愛知） | 九月場所 秋場所（東京） | 十一月場所 九州場所（福岡） |
| --- | ----------------------- | ----------------------- | ----------------------- | --------------------------- | ----------------------- | --------------------------- |
| 2019年 （平成31年 /令和元年） | x                       | x                       | x                       | x                           | x                       | （前相撲）                  |
| 2020年 （令和2年） | 東序ノ口26枚目 優勝 7–0 | 西序二段15枚目 6–1      | 感染症拡大 により中止   | 西三段目54枚目 2–1–4        | 東三段目69枚目 6–1      | 西三段目13枚目 5–2          |
| 2021年 （令和3年） | 東幕下52枚目 6–1        | 東幕下23枚目 3–4        | 東幕下30枚目 3–4        | 東幕下40枚目 1–5–1          | 東三段目筆頭 5–2        | 西幕下35枚目 3–4            |
| 2022年 （令和4年） | 東幕下43枚目 4–3        | 東幕下32枚目 4–3        | 西幕下23枚目 3–4        | 西幕下29枚目 2–5            | 西幕下47枚目 5–2        | 西幕下30枚目 4–3            |
| 2023年 （令和5年） | 西幕下24枚目 3–4        | 西幕下31枚目 1–6        | 西三段目4枚目 5–2       | 西幕下44枚目 3–4            | 東幕下54枚目 5–2        | 西幕下33枚目 3–4            |
| 2024年 （令和6年） | 東幕下42枚目 3–4        | 西幕下51枚目 5–2        | 西幕下32枚目 6–1        | 西幕下12枚目 2–5            | 東幕下23枚目 4–3        | 西幕下16枚目 4–3            |
| 2025年 （令和7年） | 西幕下12枚目 2–3–2      | 東幕下29枚目 休場 0–0–7 | 西三段目9枚目 5–2       | 東幕下48枚目 4–3            | x                       | x                           |
| 各欄の数字は、「勝ち-負け-休場」を示す。 優勝 引退 休場 十両 幕下 三賞：敢=敢闘賞、殊=殊勲賞、技=技能賞 その他：★=金星 番付階級：幕内 - 十両 - 幕下 - 三段目 - 序二段 - 序ノ口 幕内序列：横綱 - 大関 - 関脇 - 小結 - 前頭（「#数字」は各位内の序列） |                         |                         |                         |                             |                         |                             |

## 改名歴
- 二本栁 亘（にほんやなぎ わたる）2019年11月場所 -